# Estación Cañada Ombú
Cañada Ombú era una estación de ferrocarril ubicada en la localidad homónima, departamento Vera, provincia de Santa Fe, Argentina

## Servicios
Era una de las estaciones intermedias del Ramal F del Ferrocarril General Belgrano.
Hasta 2008 era una de las estaciones terminales del servicio interprovincial que se presta desde y hacia Cacuí, Provincia del Chaco.